# لیکلند (جورجیا)
لیکلند، جورجیا (به انگلیسی: Lakeland, Georgia) یک شهر در ایالات متحده آمریکا با جمعیت ۲٬۷۳۰ نفر است که در جورجیا واقع شده‌است.

## موقعیت جغرافیایی
موقعیت جغرافیایی شهرها و مناطق اطراف به شرح زیر است: